# Liste der Marinestreitkräfte

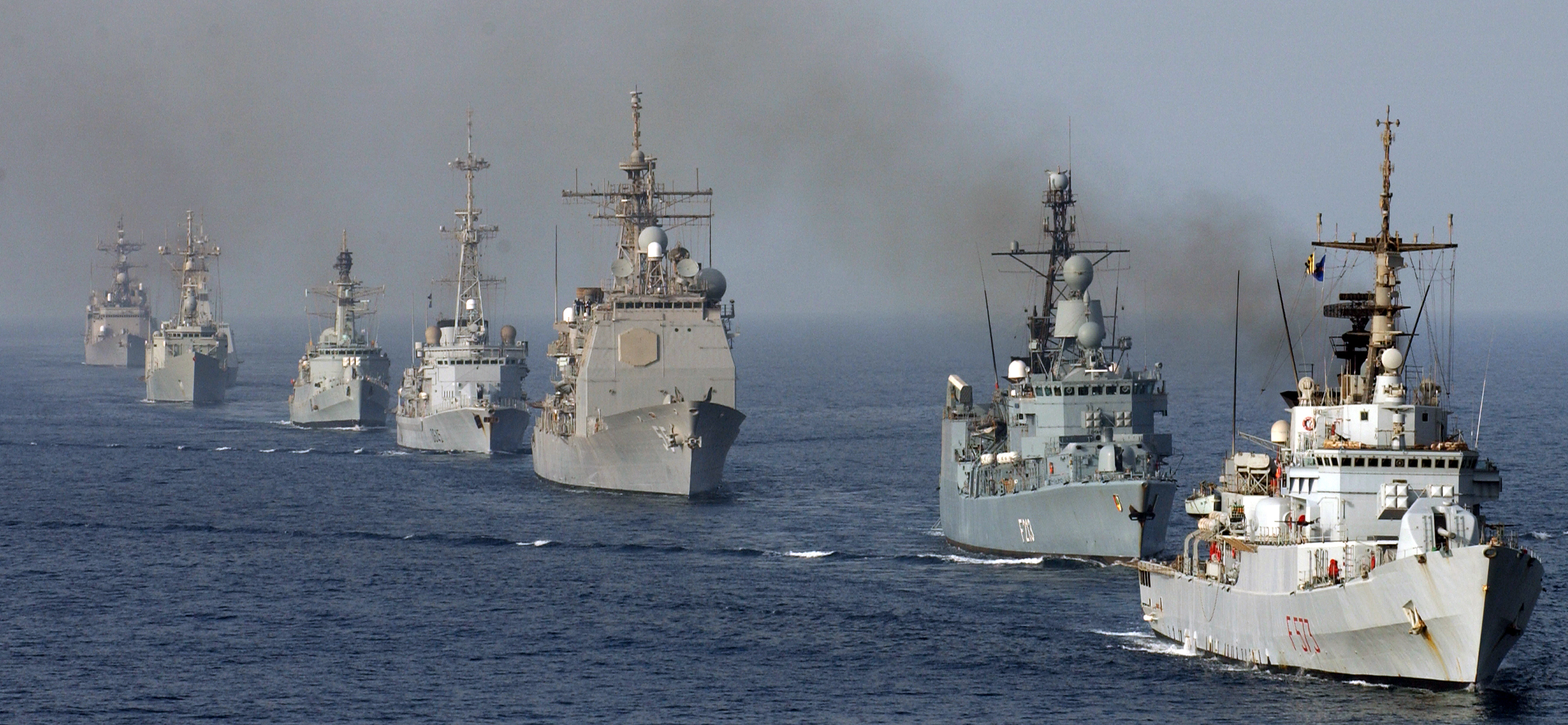
Schiffe der multinationalen Combined Task Force 150 im Golf von Oman, 2004

Die Liste der Marinestreitkräfte beinhaltet die aktiven Marinestreitkräfte sortiert nach Ländern. Ehemalige Marinestreitkräfte sind in der Liste der historischen Marinestreitkräfte genannt.

## A
- Ägypten: Ägyptische Marine (größte Afrikas)
- Albanien: Albanische Marine (Forcat e Mbrojtes Detare Shqipetare)
- Algerien: Algerische Marine
- Angola: Angolanische Marine
- Argentinien: Argentinische Marine (Armada de la República Argentina)
- Aserbaidschan[1]: Aserbaidschanische Marine (Azərbaycan hərbi dəniz qüvvələri)
- Australien: Royal Australian Navy

## B
- Bahrain: Marine von Bahrain
- Bangladesch: Marine von Bangladesch
- Belgien: Belgische Marine (Composante Maritime)
- Bolivien[1]: Bolivianische Marine (Armada Boliviana), unterhält die größte Marinestreitkraft eines Binnenlandes
- Brasilien: Brasilianische Marine (Marinha do Brasil)
- Brunei: Marine von Brunei (Tentera Laut Diraja Brunei)
- Bulgarien: Bulgarische Marine (Военноморски сили)

## C
- Chile: Chilenische Marine (Armada de Chile)
- Volksrepublik China: Marine der Volksrepublik China (中国人民解放军海军)

## D
- Dänemark: Dänische Marine (Kongelige Danske Marine)
- Deutschland: Deutsche Marine (seit 1990, zuvor Bundesmarine (Bundesrepublik Deutschland))

## E
- Estland: Estnische Marine (Merevägi, mit Unterbrechungen seit 1918)

## F
- Finnland: Finnische Marine (Suomen merivoimat)
- Frankreich: Französische Marine (Marine nationale française)

## G
- Georgien: Georgische Marine (საქართველოს სამხედრო საზღვაო ძალები)
- Griechenland: Griechische Marine (Πολεμικό Ναυτικό)

## H
- Honduras: Streitkräfte von Honduras

## I
- Indien: Indische Marine (Bharatiya Nausena),
- Indonesien: Indonesische Marine (Tentara Nasional Indonesia Angkatan Laut – TNI-AL, seit 1945)
- Iran: Iranische Marine
- Irland: Irische Marine (Seirbhís Chabhlaigh na hÉireann)
- Island: Isländische Küstenwache (Landhelgisgæsla Íslands or Landhelgisgæslan)
- Israel: Israelische Marine (seit 1948, חיל הים הישראלי)
- Italien: Marina Militare, seit 1946

## J
- Japan: Meeresselbstverteidigungsstreitkräfte (海上自衛隊)

## K
- Kamerun:Kamerunische Marine
- Kanada: Royal Canadian Navy (seit 2011)
- Kasachstan[1]: Kasachische Marine
- Kenia: Kenianische Marine
- Kolumbien: Kolumbianische Marine (Armada de la República de Colombia)
- Kroatien: Kroatische Marine (Hrvatska ratna mornarica)

## L
- Laos[1]: Laotische Marine
- Lettland: Lettische Marine (Latvijas Nacionālie bruņotie spēki)
- Libyen: Libysche Marine (seit 1962)
- Litauen: Litauische Marine (Karinės Jūrų Pajėgos)

## M
- Malaysia: Malaysische Marine (Tentera Laut DiRaja Malaysia – TLDM)
- Malta: Maritime Squadron
- Marokko: Marokkanische Marine (seit 1960)
- Mauretanien: Mauretanische Marine
- Mexiko: Mexikanische Marine (Armada de México, seit 1821)

## N
- Namibia: Namibische Marine
- Neuseeland: Royal New Zealand Navy – RNZN (seit 1941 separat)
- Niederlande: Koninklijke Marine
- Nigeria: Nigerianische Marine
- Nordkorea: Nordkoreanische Marine
- Norwegen: Norwegische Marine (Kongelig Norske Marine)

## O
- Osttimor: Marine von Osttimor (Armada de Timor-Leste)

## P
- Pakistan: Pakistanische Marine (پاک بحری)
- Paraguay[1]: Paraguayische Marine
- Peru: Peruanische Marine (Marina de Guerra del Perú)
- Philippinen: Philippinische Marine (Hukbong Dagat ng Pilipinas)
- Polen: Polnische Marine (Marynarka Wojenna Rzeczypospolitej Polskiej)
- Portugal: Portugiesische Marine (Marinha Portuguesa, Marinha de Guerra Portuguesa oder Armada Portuguesa)

## R
- Ruanda[1]: Ruandische Marine
- Rumänien: Rumänische Marine (Forţele Navale Române)
- Russland: Russische Marine (Военно-Морской Флот)

## S
- Saudi-Arabien: Saudische Marine (seit 1960)
- Schweden: Schwedische Marine (seit 1522)
- Serbien[1]: Streitkräfte Serbiens
- Singapur: Singapurische Marine (Republic of Singapore Navy)
- Spanien: Armada Española mit der Infantería de Marina (Marineinfanterie)
- Sri Lanka Sri-lankische Marine (இலங்கைக் கடற்படை)
- Südafrika: South African Navy (seit 1922)
- Südkorea: Südkoreanische Marine (대한민국 국군)
- Syrien: Syrische Marine

### T
- Republik China (Taiwan): Taiwanische Marine
- Tansania: Tansanische Marine
- Thailand: Royal Thai Navy (กองทัพเรือ, seit 1900)
- Türkei: Türkische Marine (Türk Deniz Kuvvetleri)
- Turkmenistan: Turkmenische Marine
- Tunesien: Tunesische Marine

## U
- Uganda[1]: Ugandische Marine
- Ukraine: Ukrainische Marine (Військово-Морські Сили України, seit 1992)
- Uruguay: Uruguayische Marine (Armada Nacional de Uruguay)

## V
- Venezuela: Venezolanische Marine (Armada Bolivariana de Venezuela)
- Vereinigte Staaten von Amerika: United States Navy (seit 1775) sowie i. w. S. das United States Marine Corps (Marineinfanterie) sowie im Verteidigungsfall die United States Coast Guard (Küstenwache)
- Vereinigtes Königreich: Royal Navy, seit ca. 17. Jahrhundert
- Vietnam: Vietnamesische Marine (Hải quân Nhân dân Việt Nam)